# Desulfovibrio
Desulfovibrio – rodzaj gram-ujemnych, bezwzględnie beztlenowych (w czystych kulturach) bakterii, najczęściej w kształcie wygiętych pałeczek (przecinkowce) przeprowadzających dysymilacyjną redukcję siarczanów lub innych związków siarkowych, wykorzystując je jako ostateczne akceptory elektronów (oddychanie siarczanowe). Biorą przez to udział w obiegu siarki w przyrodzie.
Występują w pozbawionym tlenu błocie i osadzie wód słodkich, brachicznych i środowisku morskim; w jelitach zwierząt, oborniku, fekaliach, a nawet jamie ustnej.

Beztlenowa korozja żelaza

Bakterie Desulfovibrio przyczyniają się do beztlenowej korozji żelaza. Są odpowiedzialne za występowanie dużych ilości siarkowodoru na dnie Morza Czarnego oraz jego czarną barwę spowodowaną tą korozją.
Gatunkiem typowym jest Desulfovibrio desulfuricans.

## Morfologia
Bakterie mają kształt wygiętych pałeczek, czasami w formie sigmoidalnej (litery S) lub spiralnej. Sporadycznie przyjmują kształt prostych pałeczek. Ich wymiary mieszczą się w granicach 0,5–1,5 × 2,5–10,0 μm.
Są ruchliwe dzięki urzęsieniu monotrychalnemu (pojedyncza wić) lub lofotrychalnemu (pęczek wici). Występują zazwyczaj pojedynczo, ale w mogą również tworzyć łańcuszki do kilku komórek w pewnych stadiach wzrostu. 

## Fizjologia
Optymalna temperatura wzrostu wynosi 25–35 °C. Termofilne gatunki, które niegdyś przypisywano do tego rodzaju, obecnie należą do rodzaju Thermodesulfovibrio. 
Bakterie mają zdolność redukcji siarczanów do siarczków. Ich charakterystyczną cechą bakterii jest obecność desulfowirydyny (dysymilacyjna reduktaza siarczynowa). Należą do chemoorganotrofów, choć zdolne są również do wiązania dwutlenku węgla. Nie są jednak autotrofami, ponieważ ponad połowę węgla do wytwarzania struktur komórkowych czerpią ze związków organicznych. Większość gatunków utlenia związki organiczne (takie jak mleczany) do octanów, które dalej nie są utleniane – nieliczne wykorzystują węglowodany. 

## Chorobotwórczość
Zwykle nie przypisuje się im patogeniczności, choć niektóre gatunki wyizolowano od pacjentów, u których powodowały występowanie objawów klinicznych. W części badań wykazano, że u osób z wrzodziejącym zapaleniem okrężnicy udział bakterii Desulfovibrio w całej populacji bakterii redukujących siarczany w jelicie grubym jest wyższy niż u osób zdrowych. Bakterie te produkują siarkowodór, który wykazuje działanie toksyczne. Tworzone przez nie jony S2−
 mogą tworzyć z jonami metali ciężkich nierozpuszczalne sole o budowie krystalicznej, drażniące jelita. Produkując związki siarki w jamie ustnej, mogą być przyczyną halitozy. W 2023 r. przeprowadzono badania z których wynika, że odpowiadają (oprócz czynników genetycznych w ok. 10%) za powstawanie choroby Parkinsona.